# Північноатлантичні вологі мішані ліси
Північноатлантичні вологі мішані ліси (ідентифікатор WWF: PA0429) — палеарктичний екорегіон помірних широколистяних та мішаних лісів, розташований у Північно-Західній Європі. Він охоплює приморські ліси і пустища, розташовані на заході Ірландії та на півночі Великої Британії.

## Географія
Екорегіон північноатлантичних вологих мішаних лісів охоплює території, розташовані на заході острова Ірландія (в Ірландії і Північній Ірландії) та на крайньому північному заході і крайній півночі Шотландії (зокрема на Гебридських, Оркнейських і Шетландських островах). У межах регіону переважають метаморфічні породи з вкрапленнями інтрузивних магматичних порід. Значна частина територій мають горбистий та гористий рельєф, найбільша висота регіону становить 1024 м над рівнем моря. В межах регіону панує морський клімат. Середньорічні температури становлять 3-15 °C; зимові температури можуть опускатися до нуля, особливо в горах. Річна кількість опадів відносно велика — 1000-1500 мм, подекуди навіть більше.

## Флора
В межах екорегіону переважають два типи рослинних угруповань. 
На прибережних дюнах поширений різновид атлантичних напівчагарникових пустищ, відомий як махір, багатий на різні види невисоких чагарників, трав і мохів. Для сухих пустищ характерні такі рослини, як звичайний верес (Calluna vulgaris), сиза еріка (Erica cinerea), болотяна еріка (Erica tetralix) та звичайна чорниця (Vaccinium myrtillus). Для вологих пустищ характерні чагарники болотяної еріки (E. tetralix) і звичайної мірики (Myrica gale), дерниста пухівочка (Scirpus cespitosus) та блакитний безколінець (Molinia caerulea). Також на пустищах трапляються кущі деревовидної мальви, колючого терену (Prunus spinosa), бджолоносного комашнику (Ophrys apifera) та дволистої любки (Platanthera bifolia). Традиційні методи землекористування, такі як випас худоби і сінокосіння, відіграють сприятливу роль для махера та його характерних видів, запобігаючи перетворенню пустища на ліс.
На рівнинних ділянках та на невисоких пагорбах, в місцевостях з високою вологістю та низькими середніми температурами, поширені верхові торфові болота. Торф є природним компонентом цих природних середовищ. Він поступово накопичується, утворюючи шар товщиною від 1 до 5 м. Торф утворюється зі спресованих є єдину масу залишків відмерлих рослин, що ростуть на болотах. До болотяних рослин належить передусім мох сфагнум (Sphagnum spp), а також звичайна мірика (Myrica gale), морошка (Rubus chamaemorus), дерниста пухівочка (Scirpus cespitosus), піхвяста пухівка (Eriophorum vaginatum), вузьколиста пухівка (Eriophorum angustifolium), блакитний безколінець (Molinia caerulea), звичайний верес (Calluna vulgaris), чорнуватий сашник (Schoenus nigricans), болотяна еріка (Erica tetralix), а також англійська росичка (Drosera anglica), невелика хижа рослина.
В деяких частинах екорегіону, головним чином у Шотландії, трапляються гемібореальні мішані ліси, де зростають звичайні сосни (Pinus sylvestris) та листяні дерева — берези (Betula spp.), дуби (Quercus spp.) і звичайні горобини (Sorbus aucuparia).

## Фауна
Дюнні пустища махеру є домівкою для різноманітних видів тварин, зокрема звичайних лисиць (Vulpes vulpes), європейських борсуків (Meles meles), європейських сарн (Capreolus capreolus) і крапчастих сипух (Tyto alba). Натомість сфагнові болота, як і інші види торф'яних боліт, є домівкою лише для невеликої кількості видів комах, земноводних і птахів. В порослих деревами місцевостях широко поширені чорноголові кропив'янки (Sylvia atricapilla), кобилочки-цвіркуни (Locustella naevia) та весняні вівчарики (Phylloscopus trochilus), тоді як чубаті черні (Aythya fuligula), середні крехи (Mergus serrator) та рябодзьобі крячки (Thalasseus sandvicensis), будують свої гнізда на невеликих скелястих островах, де дерев мало або взагалі немає. Звичайні канюки (Buteo buteo), ширококрилі хижі птахи, зазвичай харчуються кроликами (Oryctolagus cuniculus), однак іноді змагаються зі звичайними боривітрами (Falco tinnunculus) і сапсанами (Falco peregrinus) в полюванні на інших дрібних ссавців.
На островах екорегіону мешкають звичайні тюлені (Phoca vitulina) та колонії довгомордих тев'яків (Halichoerus grypus). В річках і струмках зустрічаються річкові видри (Lutra lutra), на узліссях — шотландські лісові коти (Felis silvestris). а в лісах — великі стада благородних оленів (Cervus elaphus). До дрібніших ссавців належать водяні щури (Arvicola amphibius) та ендемічний підвид європейського мишака (Apodemus sylvaticus hirtensis), що мешкає лише на островах Сент-Кілда в групі Зовнішніх Гебридів. У 1986 році ці острови були визнані об'єктом Світової спадщини ЮНЕСКО. Близько мільйону морських птахів зустрічається на цих островах в розпал сезону розмноження. Тут живуть європейські сарни (Capreolus capreolus), живородні ящірки (Zootoca vivipara) та звичайні гадюки (Vipera berus), єдині отруйні змії Великої Британії. Також на цих островах мешкає ендемічний підвид волового очка — Troglodytes troglodytes hirtensis, а ще три ендемічні підвиди цього птаха (T. t. zetlandicus, T. t. fridariensis та T. t. hebridensis) мешкають на Шетландських та Гебридських островах. 
На скелястих морських узбережжях і островах регіону гніздяться атлантичні сули (Morus bassanus), атлантичні іпатки (Fratercula arctica), кочівні буревісники (Fulmarus glacialis), малі гагарки (Alca torda), малі буревісники (Puffinus puffinus) та північні качурки (Hydrobates leucorhous). У водах регіону зустрічаються чорношиї гагари (Gavia arctica), червоношиї гагари (Gavia stellata) та полярні гагари (Gavia immer), а в небесах — беркути (Aquila chrysaetos) та реінтродуковані орлани-білохвости (Haliaeetus albicilla). Численні лохи (озера) підтримують важливі популяції арктичних палій (Salvelinus alpinus), атлантичних лососів (Salmo salar), а також європейських вугрів (Anguilla anguilla) та звичайних перлівниць (Margaritifera margaritifera), що перебувають під загрозою зникнення.

## Збереження
Ліси Західної Шотландії та Ірландії зазнали значних втрат через вирубку та полювання. Ландшафт тут змінювався людиною протягом кількох тисяч років. Сьогодні в регіоні залишилися лише невеликі клаптики лісу, навколо яких переважають сільськогосподарські та інші створені людиною ландшафти. Болотистим місцевостям загрожує перетворення на пасовища, тоді як змішаним лісам загрожує лісова промисловість. Раніше в лісах мешкали такі тварини, як вовки (Canis lupus), дикі свині (Sus scrofa), бурі ведмеді (Ursus arctos), зубри (Bison bonasus) та євразійські рисі (Lynx lynx), однак через надмірне полювання та видобуток деревини тварини втратили своє середовище існування, а деякі з них повністю вимерли на островах. Всесвітній фонд дикої природи класифікує статус збереження екорегіону північноатлантичних вологих мішаних лісів  як критичний.
Оцінка 2017 року показала, що 12 475 км², або 34 % екорегіону, є заповідними територіями. Природоохоронні території включають: 
- Торф'яні болота Кейтнесс і Сазерленд[en] — 1453,13 км², Шотландія;
- Національний парк Ґленвей — 334,46 км², Ірландія;
- Торф'яні болота острова Льюїс[en] — 589,84 км², Шотландія[3];
- Спеціальна природоохоронна зона гір Стекс і Муллагарейрк, пагорбів Західного Лімеріку та гори Маунт-Ігл — 556 км², Ірландія;